# Chelonus cisdauricus
Chelonus cisdauricus är en stekelart som beskrevs av Vladimir Ivanovich Tobias 1986. Chelonus cisdauricus ingår i släktet Chelonus och familjen bracksteklar. Inga underarter finns listade i Catalogue of Life.